# Никола Терзиев
 Тази статия е за българския скулптор.  За българския революционер от ВМОРО вижте Никола Терзиев (революционер).  
Никола Терзиев – Желязото е български скулптор.

## Биография
Никола Терзиев е роден е на 27 септември 1927 г. в гр. Русе. Завършва скулптура в ВИИИ „Н. Павлович“ при професор Любомир Далчев. Член на Съюза на българските художници от 1954 година.

## Творчество
Творчеството на Никола Терзиев е реализирано във всички скулптурни жанрове – кавалетна пластика, монументална скулптура и малка пластика. Материалите, с които е работил, са камък, бронз, керамика. Негови творби са притежание на Националната художествена галерия, на галериите в Русе, Видин и Стражица, а също и на частни колекции и лица – Боян Радев, Юго Вутен, Румен Драганов, Светлин Русев, Владимир Луков.

## Монументални паметници
- паметник на Филип Тотю в гр. Две могили, Русенска област
- паметник на Стефан Караджа в Русе
- паметник на Панайот Хитов в Русе
- паметник на светите братя Кирил и Методий в Благоевград
- паметници в Пантеона на възрожденците в Русе

## Награди
- награда на СБХ за монументална скулптура на името на Иван Лазаров, 1987 г.
- награда на СБХ за монументална скулптура на името на Иван Лазаров, 1980 г.
- награда и звание „Заслужил художник“, 1980 г.
- орден „Народна република България“, за цялостно творчество
- награди на общи и тематични изложби за постижения в монументалната скулптура